# 托略斯
托略斯，是西班牙巴伦西亚自治区阿利坎特省的一个市镇。总面积15km2，总人口41人（2001年），人口密度3人/km2。